# Magnolia stellata
la magnolia estrellada (Magnolia stellata), es un arbusto o pequeño árbol perteneciente a la familia de las Magnoliáceas nativo del Japón.

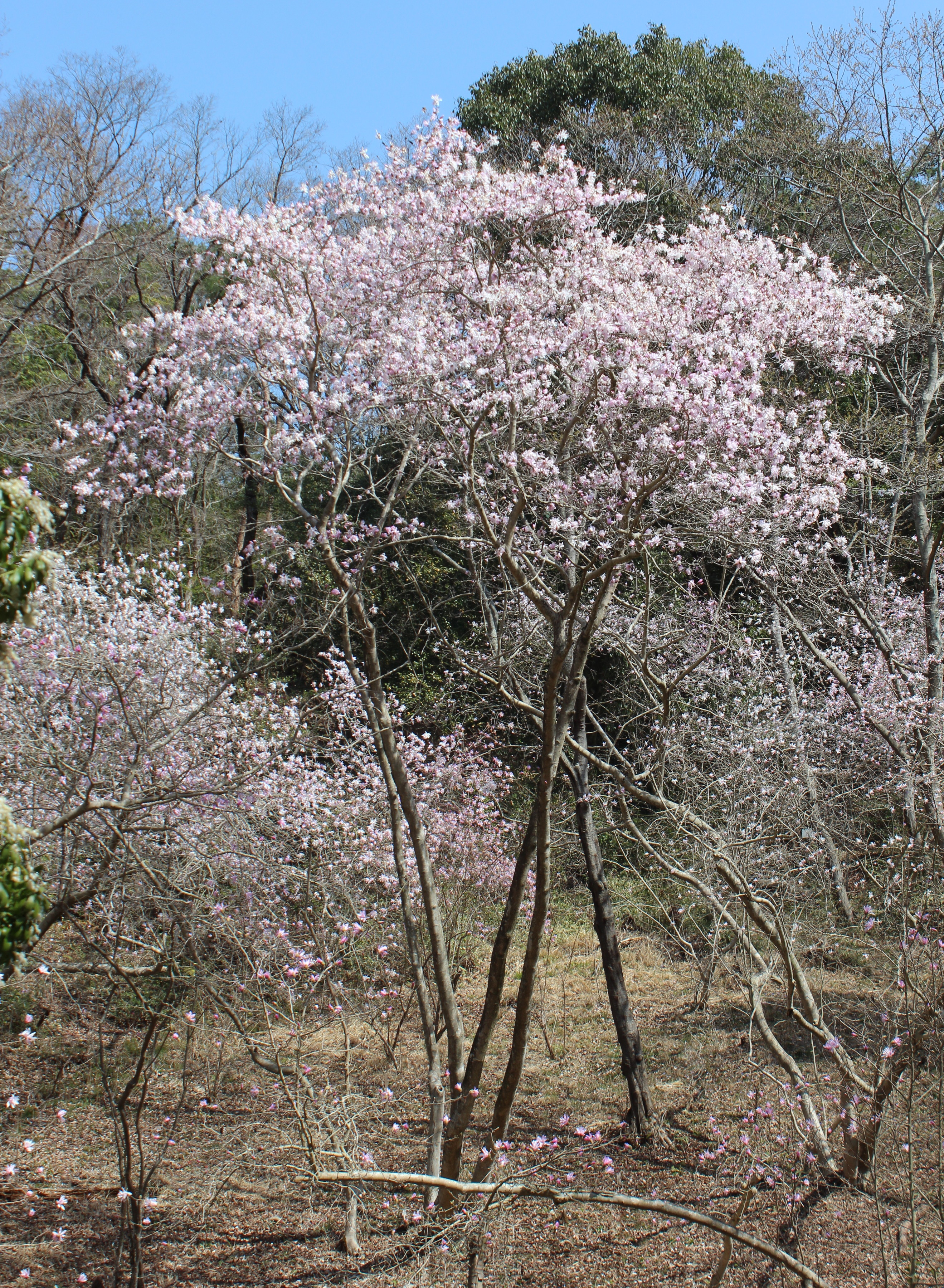
Vista de la planta en flor

## Descripción
Es un arbusto o pequeño árbol caducifolio que está muy ramificado por su base  y tiene un porte redondeado  de unos 2-3 m de altura. Es una especie de crecimiento muy lento que prefiere suelos ácidos (aunque puede soportar los ligeramente alcalinos). Crece en espacios recogidos, pues las flores son sensibles al viento y al frío. La corteza es de color gris, lisa cuando el árbol es joven y con pequeñas escamas cuando madura.
Las hojas son simples, alternas, redondeadas de 4 a 13 cm de largo por 2.5-6.5 cm de ancho, el margen frecuentemente ondulado. El anverso es de color verde oscuro y el reverso es de un verde más pálido.
Las flores son solitarias, aromáticas, que aparecen muy bien en el árbol a finales de invierno, antes del brote de las hojas. Se trata de flores con una forma muy peculiar de estrella, de 7 a 10 cm de diámetro, con 12-18 (-33) tépalos internos petaloides, largos y estrechos de 4 a 7 cm de longitud; de color blanco, a veces rosado.

## Taxonomía
Magnolia stellata fue descrito por (Siebold & Zucc.) Maxim. y publicado en Systema Naturae, Editio Decima 2: 1082. 1759.
Etimología
Magnolia: nombre genérico otorgado en honor de Pierre Magnol, botánico de Montpellier (Francia).
stellata: epíteto latino que significa "estrellada".
Sinonimia
- Buergeria stellata Siebold & Zucc., Abh. Math.-Phys. Cl. Königl. Bayer. Akad. Wiss. 4: 186 (1845).
- Talauma stellata (Siebold & Zucc.) Miq., Ann. Mus. Bot. Lugduno-Batavi 2: 257 (1866).
- Magnolia kobus f. stellata (Siebold & Zucc.) Blackburn, Popular Gard. (London) 5(3): 68 (1954).
- Magnolia kobus var. stellata (Siebold & Zucc.) Blackburn, Amatores Herb. 17: 2 (1955).
- Yulania stellata (Maxim.) N.H.Xia, in Fl. China 7: 75 (2008).[4][5]